# Dr. Robert
Dr. Robert, pseudonimo di Bruce Robert Howard (Haddington, 2 maggio 1961), è un cantante britannico nonché compositore e musicista (suona la chitarra, il pianoforte, le tastiere e, occasionalmente, il basso), che ha raggiunto la fama internazionale nella band britannica new wave / pop rock / funky / dance The Blow Monkeys, prima di intraprendere la carriera solista, dopo lo scioglimento del gruppo, avvenuto alla fine del 1990 - la band si è riunita alla fine del 2007, per registrare un nuovo album di inediti e realizzare un tour dal vivo, con l'intenzione di promuovere anche la doppia raccolta di successi uscita nel frattempo.

## Gli inizi
Dr. Robert ha trascorso la sua adolescenza in Australia, dove, sul finire degli anni settanta, ha fatto le sue prime esperienze musicali, intrattenendo il pubblico del Circular Quay, locale nella baia di Sydney. Da lì, si è trasferito a Darwin, dove è entrato a far parte della band punk locale degli Exhibit A.

## Il successo internazionale coi Blow Monkeys
Nel 1981, Dr. Robert fa ritorno in Gran Bretagna, dove forma i Blow Monkeys. Il gruppo registra i suoi primi brani per una piccola etichetta indipendente, la Parasol, nel gennaio del 1982, e s'imbarca in un lungo giro di serate promozionali per tutta Londra, ottenendo alla fine un posto come band fissa al Moonlight Club, nel quartiere di Hampstead. Le canzoni genericamente pop della band, caratterizzata da un repertorio piuttosto eclettico, che lo stesso Dr. Robert non esita a definire come un improbabile incrocio tra glam, jazz e punk, tre generi fortemente contrastanti tra loro, procurano alla band un contratto con la major RCA, firmato nel luglio del 1983.

### Il primo album dei Blow Monkeys:Limping for a Generation(1984)
Nel 1984, i Blow Monkeys pubblicano l'album di debutto, intitolato Limping for a Generation e prodotto da Peter Wilson, noto per aver plasmato il sound dei due gruppi di Paul Weller, i Jam e gli Style Council. Il disco, caratterizzato da sonorità cupe, quasi dark, e da testi molto poetici, improntati alla confusione sessuale e, per certi versi, simili a quelli dell'ex-The Smiths, Morrissey, riceve il plauso della critica, ma scarso successo commerciale, e nessuno dei quattro singoli estratti entrerà mai nella UK Top 75.

### Il secondo album dei Blow Monkeys:Animal Magic(1986)
Il secondo album dei Blow Monkeys, intitolato Animal Magic, esce a maggio del 1986, e contiene il pezzo pop / soul con cui il gruppo riuscirà finalmente a sfondare, nella madrepatria e nel resto dell'Europa e del mondo: "Digging Your Scene", grande successo internazionale, arriverà infatti fino al Numero 12 nel Regno Unito, entrando nella Top Ten di numerosi paesi europei e negli USA. Tra i diversi gioiellini contenuti nel long playing, si distingue una traccia mai uscita come singolo, il duetto intitolato "Sweet Murder", realizzato con il bizzarro toaster giamaicano Eek-A-Mouse, che rappresenta il primo di una lunga serie di illustri duetti che caratterizzeranno il futuro successo della band.

### Il terzo album dei Blow Monkeys:She Was Only a Grocer's Daughter(1987)
A gennaio del 1987, i Blow Monkeys ottengono quello che sarebbe diventato il loro maggiore successo in assoluto su formato singolo, l'irresistibile brano pop / funky "It Doesn't Have to Be This Way", arrivato fino al Numero 5 nella classifica inglese. Nel mese di marzo dello stesso anno, esce invece il terzo album del gruppo, dal programmatico titolo di She Was Only a Grocer's Daughter. Il disco ottiene il disco d'argento al momento della pubblicazione, sale fino al Numero 20 della classifica degli album e riesce a piazzare tutti e quattro i singoli estratti in classifica, diventando così, di gran lunga, il più venduto album di inediti di studio dei Blow Monkeys (soltanto la compilation di successi Choices - The Singles Collection, riuscirà a fare di meglio, arrivando fino al Numero 5). Prodotto dallo statunitense Michael Baker, il disco contiene, tra le altre cose, il duetto con la leggenda del soul di Chicago Curtis Mayfield, nel brano "Celebrate (The Day After You)". Se il titolo dell'album («era soltanto la figlia di un droghiere») suonava come una velata allusione all'allora Primo Ministro della Gran Bretagna, Margaret Thatcher, il duetto - il cui titolo significa «festeggiare (il giorno dopo di te)» - rendeva esplicito quel che avrebbe provato gran parte del popolo britannico, se l'impopolare Lady fosse stata sconfitta nelle elezioni del 1987. Abbastanza prevedibilmente, la BBC bandisce il singolo, vietandone la trasmissione radiofonica e, per quanto possibile, la diffusione, limitandone la presenza nei programmi televisivi, per via del testo, considerato fortememte anti-conservatore. Nonostante ciò, il successo di vendite dell'album e dei singoli parlano da sé, e l'anno successivo, i Blow Monkeys porteranno avanti le proprie convinzioni politiche, partecipando al tour del Red Wedge.

### Il quarto album dei Blow Monkeys:Whoops! There Goes the Neighbourhood(1988)
Il quarto album del gruppo, Whoops! There Goes the Neighbourhood, pur non essendo un vero e proprio concept come il precedente, presenta una specie di fil rouge che lega tutti i pezzi, e che lo rende una specie di collection, scritta in risposta alla sconcertante dichiarazione della Thatcher: «non esiste nessuna società in quanto tale» (le scarne note di copertina che accompagnano il disco, che non è in vendita in Sudafrica, contengono anche una polemica citazione di Wilhelm Reich sul rapporto tra l'energia psichica umana e le partite di calcio). Il disco presenta un altro noto duetto, stavolta con la diva della house di Chicago, Kym Mazelle, intitolato "Wait". Eseguita dall'intera band, il pezzo viene pubblicato come singolo, accreditato però soltanto a Robert Howard & Kym Mazelle, e raggiunge il Numero 7 in classifica (seconda soltanto a "It Doesn't Have to Be This Way", nella discografia generale del gruppo). Il brano "Wait", considerato l'anticipatore del sottogenere poi definito «UK Garage», e il remix da discoteca del primo singolo e pezzo di apertura dell'album, "This Is Your Life", estendono lo status dei Blow Monkeys, da band interessata ai risvolti politici della musica, a gruppo attento al potenziale ancora nascosto nelle contaminazioni tra generi della nuova scena pop / dance, che non era ancora definitivamente esplosa.

### Il primo Greatest Hits (1989) e il quinto ed ultimo album dei Blow Monkeys:Springtime for the World(1990)
Tale sperimentazione avrebbe raggiunto la sua piena fioritura con l'ultimo album dei Blow Monkeys, Springtime for the World, in cui il gruppo avrebbe abbracciato appieno il nuovo genere (senza però dimenticare il retaggio del passato, proprio nella title track acustica, uscita come primo singolo, e poi ripubblicata nell'omonimo EP che raccoglieva anche gli altri due estratti dal disco). Intanto, la RCA decide di pubblicare la prima raccolta di successi della band, la citata Choices - The Singles Collection, nel 1989, che riceve il disco d'oro sùbito dopo l'uscita. Springtime for the World rappresenta un album insolito ed eclettico che, pur confondendo, al momento della sua pubblicazione, sia i critici che la casa discografica (ma non i fedeli fans), viene considerato, in retrospettiva, come un disco innovativo e, sotto certi aspetti, avanti coi tempi. Il disco contiene "La Passionara" (quasi esclusivamente strumentale nella versione dell'album, poi remixata per il singolo), dalle atmosfere spagnoleggianti, e soprattutto un altro celebre duetto, "Be Not Afraid", forse quello riuscito meglio, con uno degli esponenti Rai dell'Algeria, Cheb Khaled. Grazie a questa traccia, i Blow Monkeys riescono a farsi conoscere in luoghi di solito inaccessibili agli artisti pop occidentali, quali il Pakistan e il Nordafrica. Nonostante la crescente popolarità internazionale, i Blow Monkeys decidono comunque, di comune accordo, di separarsi, terminata la promozione dell'album, alla fine del 1990, dopo quasi dieci anni trascorsi insieme. Per Dr. Robert inizia così, pochissimo tempo dopo, l'avventura solista.

## L'inizio della carriera solista e la parentesi con gli Starjuice: l'EPCatch a Wave(1993)
Nel 1992, Dr. Robert si trasferisce, con la sua giovane famiglia, in un isolato cottage, nell'Oxfordshire, dove si mette a lavorare ad un nuovo progetto, con il percussionista Benny Staples, ex membro della band The Woodentops. L'ex leader dei Blow Monkeys fonda la sua personale etichetta, la Artbus, e pubblica un EP, contenente 5 brani, in stile electro folk, in edizione limitata, intitolato Catch a Wave ed uscito nel 1993, con lo pseudonimo collettivo di Starjuice. Il duo ha però vita breve, poiché Staples ritorna nella nativa Nuova Zelanda, nel 1994. L'EP Catch a Wave verrà ripubblicato, in un'edizione rimasterizzata ed espansa, contenente 8 tracce, nel 2003.

### Il primo album solista di Dr. Robert:Realms of Gold(1994)
Nel 1994, esce Realms of Gold, il primo album solista di Dr. Robert, pubblicato dall'etichetta Pony Canyon, in Giappone. Nel Regno Unito, soltanto due tracce escono su formato singolo, in edizione limitata, per l'etichetta Heavenly, prima che i diritti dell'intero album, per la Gran Bretagna, vengano acquisiti dalla Permanent Records, che lo pubblicherà nel mese di gennaio del 1996. Il singolo estratto, "The Coming of Grace", riceverà molti passaggi radio. Realms of Gold comprende collaborazioni illustri, tra cui quelle di Rhoda Dakar (ex The Specials), Marco Nelson (ex Young Disciples) e Paul Weller. Weller ricambia il favore, dato che Dr. Robert aveva suonato il basso su alcuni suoi successi, quali "Changingman", e aveva contribuito a Wild Wood e Stanley Road, i due album con i quali Paul era praticamente esploso come solista (dopo lo scioglimento degli Style Council e la prima esperienza con la band punk The Jam), accompagnandolo al basso anche in tour.

### Il secondo album solista di Dr. Robert:Bethesda(1995)
Il secondo album solista di Dr. Robert s'intitola Bethesda, come il paesino del Galles settentrionale in cui è stato registrato, ed esce soltanto in Giappone, nel mese di ottobre del 1995. Il disco viene registrato in soli sette giorni, con il batterista degli Oasis, Alan White. Successivamente, è diventato un articolo per collezionisti.

### Il terzo album solista di Dr. Robert: la raccolta di cover ed ineditiOther Folk(1997)
Il terzo album solista di Dr. Robert, Other Folk, è costituito da una raccolta di cover e tre inediti, che esce nel mese di maggio del 1997. Registrato e missato in soli quattro giorni, comprende materiale di artisti come Tim Hardin, Fred Neil, Bob Dylan e Marc Bolan. L'album viene pubblicato dall'etichetta di Dr. Robert, la Artbus, dopo il fallimento della Permanent Records (il cui nome «dischi permanenti» non è stato di buon auspicio).

### Le collaborazioni di Dr. Robert con Beth Orton e Terry Callier (1997)
Più tardi, nel corso di quello stesso 1997, Dr. Robert lavora come produttore per il duetto di Beth Orton e Terry Callier, "Dolphins", nonché per la traccia "Pass in Time", per l'album Central Reservations, della sola Beth.

### Il quarto album solista di Dr. Robert:Flatlands(1999)
Dopo essere ritornato nella sua casa d'infanzia, in East Anglia, Dr. Robert si è messo a scrivere una serie di canzoni ispirate alla sua personale esperienza nelle Flatlands, la vasta estensione di terra riscattata al mare e alle paludi, un paesaggio mitico rappresentato da tigri locali, uomini delle paludi e cieli senza fine. Flatlands viene pubblicato nel mese di maggio del 1999. Così scrive Dr. Robert, sul suo sito Web, a proposito di questa singolare esperienza: 
(Dr. Robert, sul suo sito Web «Fencat Online», a proposito del suo album Flatlands, del 1999)
 L'album, caratterizzato da una ricchezza musicale complessiva senza precedenti, si distingue come il lavoro solista finora meglio riuscito di Dr. Robert. Nonostante sia stato registrato in uno studio casalingo relativamente improvvisato, al lavoro non manca nulla in termini di produzione, anzi, il sapore «domestico» del disco non fa che aggiungere al progetto, conferendogli quel tocco personale che lo rende sincero e sentito.

### Il quinto album solista di Dr. Robert:Birds Gotta Fly(2001)
Birds Gotta Fly, il quinto album solista di Dr. Robert, è uscito nell'estate del 2001. Ancora una volta registrato nel leggendario studio Raven, a Bethesda, nel Galles, l'album costituisce un'eclettica raccolta di brani, per lo più upbeat, in cui si mescolano sonorità e stili differenti, a cui si aggiungono dei violini, arrangiati con intelligenza e gusto, che elevano la qualità del tutto. Avvalendosi, come sempre, della collaborazione di altri talenti musicali, Dr. Robert è riuscito a creare un sound unico e vivace, che incorpora i soavi violini di Nell Catchpole (già con Brian Eno e Gogmagogs) e l'originalità di alcuni musicisti, membri di gruppi, tra cui John Lawrence (dei Gorky's Zygotic Mynci) e David Wrench (dei Bubblegun).

### Colonne sonore e live
Dr. Robert ha anche scritto e suonato la colonna sonora per due documentari britannici: Dave's World, nel 2000, e Gangsters, nel 2001.

### La raccolta di inediti:Keep On Digging for the Gold(2002)
Nel 2002, Dr. Robert ha pubblicato Keep On Digging for the Gold, una collection di grandi successi inediti, che include rarità e canzoni mai date alle stampe prima di allora. Il lavoro, che permette al pubblico in genere di ripercorrere l'evoluzione nascosta di un grande artista, rappresenta, per i numerosi fans più fedeli, il miglior conseguimento artistico di Dr. Robert, il suo album solista per eccellenza.

## Attività recente
Dal 2002 fino ad oggi, Dr. Robert (con la sua famiglia) ha trascorso gran parte del suo tempo esplorando le pendici della Sierra Nevada, in Andalusia, Spagna. Armato della sua fedelissima chitarra acustica, il musicista ha passato moltissime serate sotto le stelle, lanciandosi in creative improvvisazioni, con altri musicisti del luogo, dando vita a contaminazioni di blues e flamenco, e, soprattutto, continuando ininterrottamente a scrivere canzoni su canzoni. Il primo album nato dal periodo spagnolo, probabilmente intitolato Flutes and Bones, deve ancora uscire, anche se un'anteprima è già disponibile per i fans sul sito Web ufficiale dell'artista.

### La collaborazione con PP Arnold: l'album ineditoFive in the Afternoon
Un altro disco già realizzato, ma non ancora dato alle stampe, è Five in the Afternoon, con PP Arnold, di cui Dr. Robert fa un lungo resoconto, sempre sul suo sito Web, di cui quella che segue è una breve traduzione (per la versione completa nell'originale inglese, vedi la sezione «Biography», sul sito di Dr. Robert, Fencat Online, presso https://web.archive.org/web/20071012113519/http://drrobert.net/bio/biography.html., mentre per la track listing del disco, nella sezione «Solo Discography», il link diretto è invece https://web.archive.org/web/20071102185150/http://www.drrobert.net/discography/page24/page24.html).
(Dr. Robert, nel suo sito Web ufficiale, su Five in the Afternoon con PP Arnold)

Quel disco è proprio Five in the Afternoon, un vero e proprio punto d'arrivo nella carriera di Dr. Robert. Il suo sound senza tempo, e l'incrocio tra soul e funky, tenuti insieme da due voci, all'apice della maturità artistica, nei rispettivi generi. "I Saw Something" e "What Am I to Do" sono canzoni connotate da un vigore che fa letteralmente tremare le casse dello stereo, e da una profonda fede in quel che si canta. Aggiunge Dr. Robert: 
(Dr. Robert sull'origine del titolo dell'album Five in the Afternoon)
Altri momenti notevoli sono rappresentati dalla diffusa coralità di "Satellite" e dal folk / funky di "Be My Judge", che non fanno altro che rafforzare l'idea che questa è una musica adatta a tutti i momenti e tutte le epoche, una musica a sé stante, dei veri e propri canti di libertà. PP Arnold è addirittura commovente su "Stay Now", la cui bellezza è innegabile, mentre Dr. Robert dimostra ancora una volta di essere un chitarrista provetto su "Nothin' but Love". Scritto e registrato in pochissimo tempo, come quasi tutti i lavori più recenti dell'artista, l'album è stato realizzato in uno studio vicino alla città portuale meridionale di Motril, in un periodo particolarmente soleggiato, interrotto soltanto da qualche raro scroscio di pioggia.

### Conseguimenti artistici e pareri illustri
Il sound di Five in the Afternoon è senza dubbio quello di un musicista all'apice della sua creatività e, grazie ad una lunga carriera, che sta entrando nella sua terza decade, e al plauso della critica, Dr. Robert può senza dubbio essere collocato tra i più grandi e longevi compositori di musica leggera. Mojo ha scritto di lui: 
(Mojo su Birds Gotta Fly di Dr. Robert)

### La riunione dei Blow Monkeys
Come accennato nell'introduzione, alla fine del 2007, il gruppo storico di Dr. Robert, The Blow Monkeys, si è riunito. Per tastare il terreno, il quartetto ha innanzitutto pubblicato una doppia raccolta di successi, intitolata Digging Your Scene - The Best of The Blow Monkeys, contenente 36 brani della band, tra singoli e tracce migliori. I quattro intendono registrare un nuovo album di inediti di studio, il sesto, dopo il long playing pre-scioglimento, Springtime for the World, che portò loro grandi plausi dal punto di vista dell'innovazione nell'allora nascente genere dance, ma scarsi riscontri commerciali. Il programma prevede anche un nuovo tour, per pubblicizzare sia il nuovo lavoro che la nutrita collection, uscita all'inizio del 2008.

## Discografia solista
- Catch a Wave (EP accreditato al duo degli «Starjuice») (1993)
- Realms of Gold (1994)
- Bethesda (1995)
- Other Folk (1997)
- Flatlands (1999)
- Birds Gotta Fly (2001)
- Keep On Digging for the Gold (2002)
- Live in Tokyo (di prossima pubblicazione su iTunes)
- Five in the Afternoon (con PP Arnold) (di prossima pubblicazione)
- Flutes and Bones (inedito)
- per la discografia con il gruppo The Blow Monkeys, vedi Voci correlate.